# 萨拉·罗布尔斯
萨拉·罗布尔斯（英語：Sarah Robles，1988年8月1日—），美国女子举重运动员，2016年夏季奥运会女子75公斤以上级铜牌得主、2017年世界举重锦标赛女子90公斤以上级金牌得主、2020年夏季奥运会女子87公斤以上级铜牌得主。